# Třída York
Třída York byla třída těžkých křižníků Britského královského námořnictva. Představovala zmenšenou a upravenou verzí těžkých křižníků třídy Dorsetshire. Celkem byly postaveny dvě jednotky této třídy. Obě lodi byly intenzivně nasazeny za druhé světové války a nakonec ve válce potopeny.

## Stavba
Plavidla představovala zmenšenou verzi předcházejících křižníků se slabší výzbrojí a sníženým volným bokem ve střední a zadní části trupu. Zatímco první jednotka York si zachovávala archicky vyhlížející nástavby svých předchůdců, jeho sesterská loď Exeter měla moderněji tvarovanou nástavbu a rovné komíny, takže na první pohled vypadala velmi odlišně.
Jednotky třídy York:
| Jméno           | Loděnice           | Založení kýlu   | Spuštění na vodu  | Přijetí do služby | Status                                                                                        |
| --------------- | ------------------ | --------------- | ----------------- | ----------------- | --------------------------------------------------------------------------------------------- |
| HMS York (90)   | Palmer             | 16. května 1927 | 17. července 1928 | 1. května 1930    | Dne 26. března 1941 těžce poškozen italským výbušným člunem. Dne 22. května 1941 byl opuštěn. |
| HMS Exeter (68) | Devonport Dockyard | 1. srpna 1928   | 18. července 1929 | 23. července 1931 | Dne 1. března 1942 potopen.                                                                   |

## Konstrukce

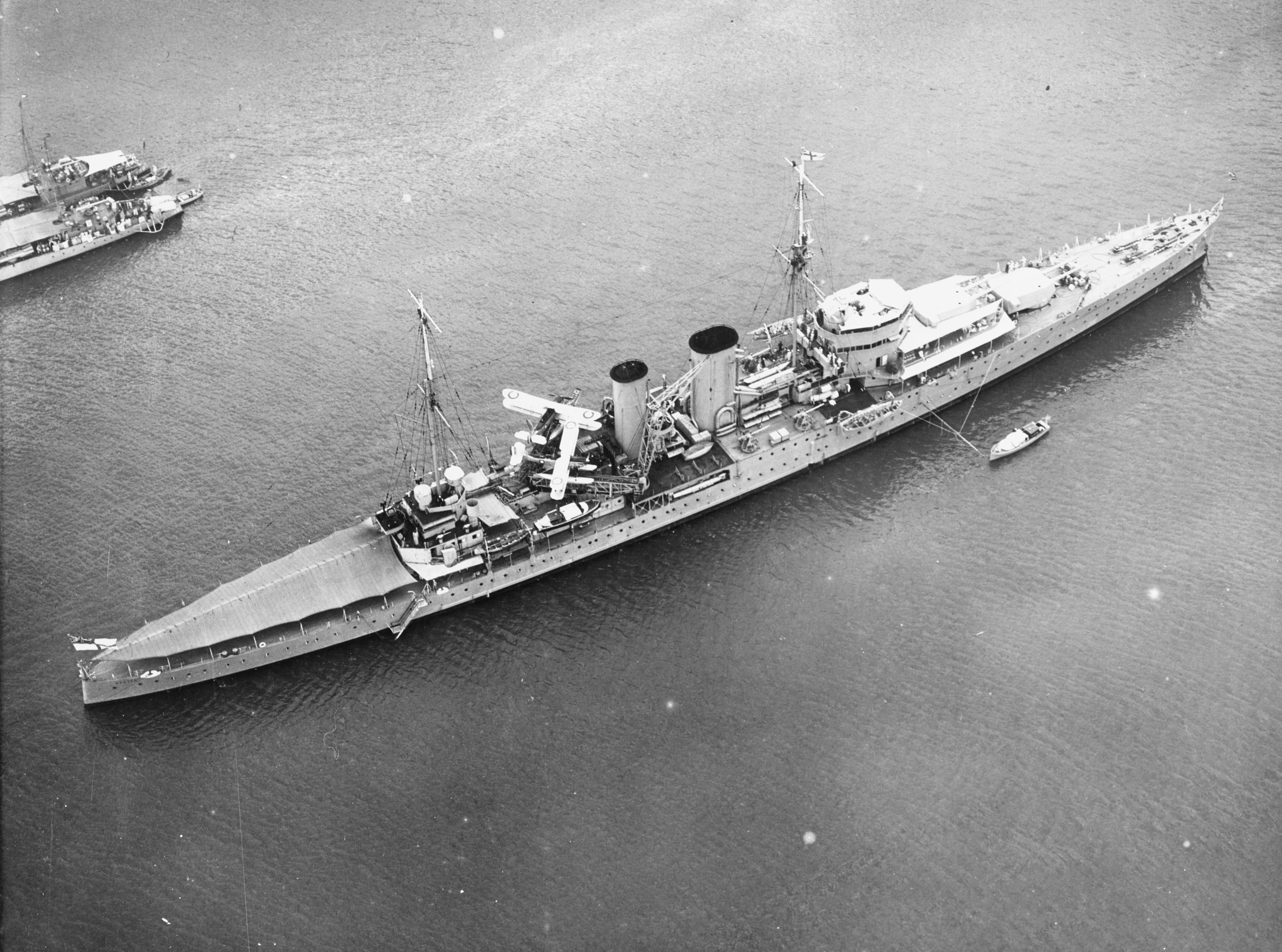
HMS Exeter

Hlavní výzbroj představovalo šest 203mm/50 kanónů Mk.VIII ve dvoudělových věžích, které doplňovaly čtyři dvouúčelové 102mm kanóny QF Mk.V HA, dva 40mm kanóny a dva trojité 533mm torpédomety. Nesena byla torpéda typu Mk.VII. Pancéřování tvořil především 76mm pancéřový pás na bocích trupu, který chránil pohonný systém. Chráněny byly rovněž sklady munice a 25mm pancíř měly dělové věže. Pohonný systém tvořilo osm tříbubnových kotlů Admiralty a čtyři parní turbíny Parsons o výkonu 80 000 hp, pohánějící čtyři lodní šrouby. Nejvyšší rychlost dosahovala 32,3 uzlu.

### Modifikace
Na York byl roku 1931 vybaven katapultem a jedním hydroplánem a Exeter katapultem se dvěma hydroplány. Roku 1933 byly na obou plavidlech odebrány oba 40mm kanóny. Naopak na York bylo roku 1941 přidáno 2–6 kusů 40mm kanónů. Při opravě poškození ze střetu s německým křižníkem Graf Spee dostal Exeter novou lehkou výzbroj osmi 102mm kanónů QF Mk.XVI a dvou osmihlavňových 40mm kanónů. Vybaven byl novějšími torpédy Mk.IX. Zároveň byla zvýšena elevace hlavních děl.

## Služba

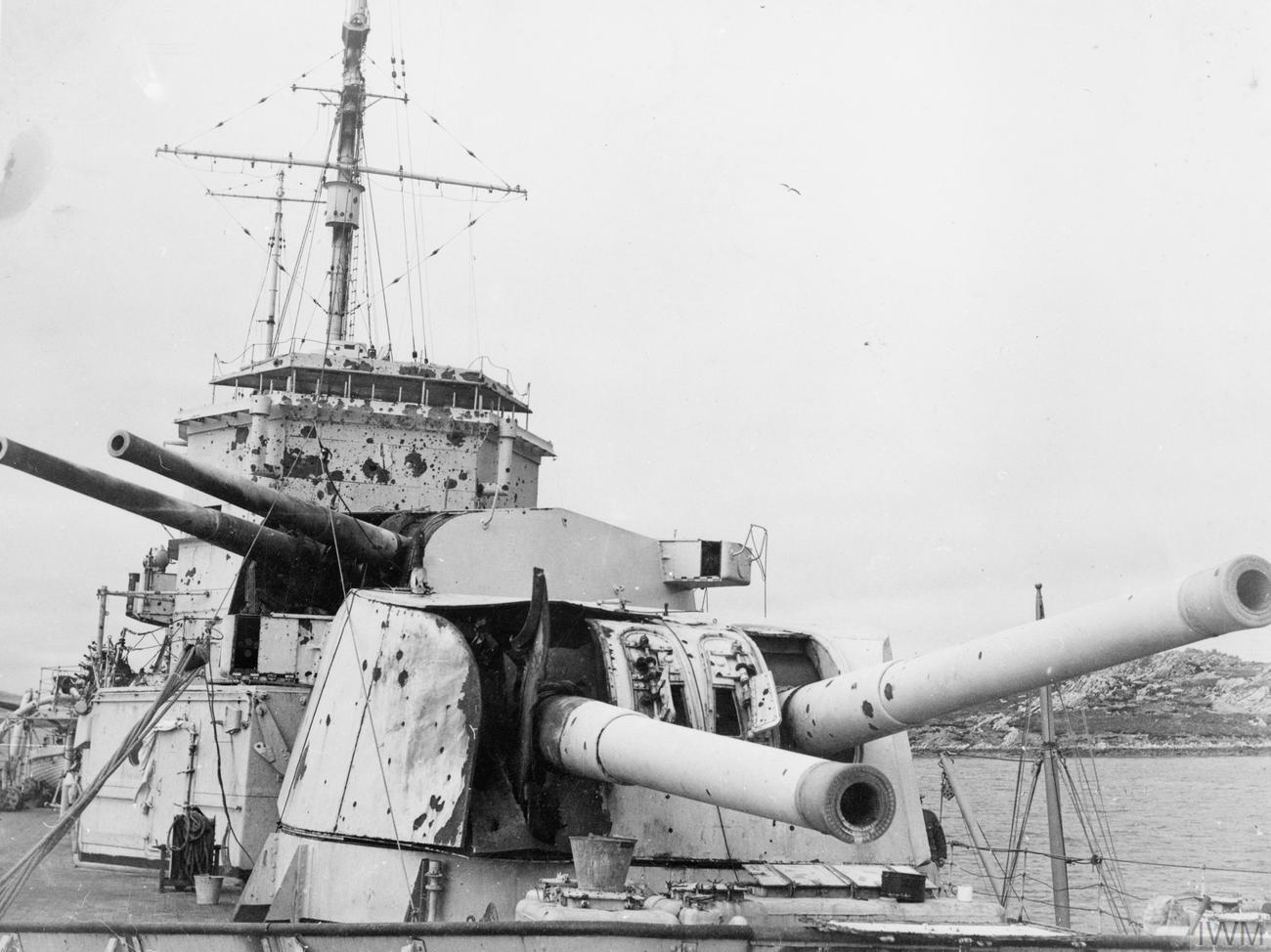
Poškozen Exeter po souboji s německým křižníkem Graf Spee

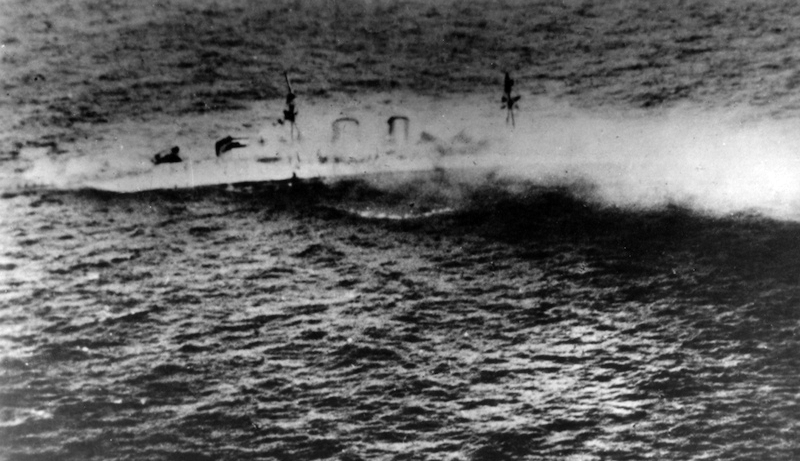
Exeter se potápí

Exeter, doprovázený lehkými křižníky HMS Ajax a HMNZS Achilles, se podílel na pronásledování německého těžkého křižníku Admiral Graf Spee. Britský svaz se s ním střetl v bitvě u ústí Rio de La Plata. V souboji se silnějším protivníkem byl Exeter těžce poškozen sedmi zásahy německých 280mm kanónů, které mimo jiné vyřadily všechny dělové věže. Oprava škod trvala 14 měsíců. Poškození lodi Admiral Graf Spee však znesnadňovalo možnosti jejího úniku před stahující se smyčkou spojeneckých válečných lodí a proto ji kapitán později raději sám potopil.
Dne 26. března 1941 byl York v zátoce Suda na Krétě vážně poškozen italskými výbušnými čluny. Křižník dosedl na mělké dno a jelikož nebylo v britských silách jej zachránit, byl opuštěn a do 22. května 1941 zneškodněn britskými demoličními četami.
Křižník Exeter svou sesterskou loď přežil jen o rok déle. Po vypuknutí války s Japonskem byl součástí spojených sil ABDACOM, které se pokoušely o obranu Nizozemské východní Indie proti japonské invazi. Exeter byl nejprve 27. února 1942 poškozen v bitvě v Jávském moři. Při pokusu o únik z nebezpečné oblasti byl 1. března 1942 v průlivu Sunda byl, společně s torpédoborci HMS Encounter a USS Pope, dostižen a potopen japonským svazem složeným z těžkých křižníků Nači, Haguro, Mjókó, Ašigara a šesti torpédoborců.